# نوولینسک
شهر نوفوفولینسک (به روسی: Нововолинськ) در استان ولین در کشور اوکراین واقع شده‌است. جمعیت این شهر ۵۳٬۸۳۸ نفر  است.